# Communauté de communes du Serrois
La communauté de communes du Serrois est une ancienne communauté de communes française, située dans le département des Hautes-Alpes en région Provence-Alpes-Côte d'Azur.

## Historique
La communauté de communes du Serrois a été créée par un arrêté préfectoral du 28 décembre 1993.
Le schéma départemental de coopération intercommunale des Hautes-Alpes impose la fusion avec d'autres communautés de communes, la population de la structure intercommunale étant inférieure à 5 000 habitants.
Le premier projet, présenté en octobre 2015, prévoyait la fusion avec les communautés de communes Interdépartementale des Baronnies et de la Vallée de l'Oule, ainsi que l'intégration de la commune nouvelle de Garde-Colombe. Cette communauté de communes, qui se serait appelée « Centre Buëch », aurait été composée de 29 communes pour une population de 5 146 habitants en 2012.
Après avis de la commission départementale de coopération intercommunale du 17 mars 2016, il a été décidé la constitution d'une communauté de communes s'étendant de Sisteron à tout le sud-ouest du département des Hautes-Alpes, par fusion de sept communautés de communes : Laragnais, Canton de Ribiers Val de Méouge, Interdépartementale des Baronnies, Vallée de l'Oule, Sisteronais et La Motte-du-Caire - Turriers. Elle prend le nom de « communauté de communes Sisteronais-Buëch » par l'arrêté préfectoral du 14 novembre 2016.

## Territoire communautaire

### Géographie
La communauté de communes du Serrois est située à l'ouest du département des Hautes-Alpes, dans le bassin de vie de Veynes. Elle constitue l'une des neuf intercommunalités du pays Sisteronais-Buëch.
Elle jouxte les communautés de communes du Diois au nord-ouest, du Haut Buëch au nord, Buëch Dévoluy au nord-est, de Tallard-Barcillonnette à l'est, du Laragnais au sud-est, Interdépartementale des Baronnies au sud-ouest et de la Vallée de l'Oule à l'ouest.
Le territoire communautaire est desservi par un axe d'intérêt européen, la liaison de Sisteron à Grenoble appartenant à la route européenne 712, et géré par le département, la route départementale 1075 (ancienne route nationale 75) ; la RD 994 dessert l'ouest du territoire vers L'Épine et le sud de la Drôme, puis au nord-est en direction de Veynes et Gap.

### Composition
Avant constitution de la commune nouvelle de Garde-Colombe, où Saint-Genis est commune déléguée depuis 2016, la communauté de communes du Serrois était constituée des onze communes suivantes : La Bâtie-Montsaléon, Le Bersac, L'Épine, Méreuil, Montclus, Montrond, La Piarre, Saint-Genis, Savournon, Serres et Sigottier.

### Démographie
| 1968  | 1975  | 1982  | 1990  | 1999  | 2008  | 2013  |
| ----- | ----- | ----- | ----- | ----- | ----- | ----- |
| 2 246 | 2 176 | 2 069 | 2 051 | 2 187 | 2 523 | 2 459 |

## Politique et administration

### Siège
Le siège de la communauté de communes est situé à Serres.

### Présidence
En 2014, un conseil communautaire a élu son président, Michel Rolland.

### Compétences
L'intercommunalité exerce des compétences qui lui sont déléguées par les communes membres :
- aménagement rural ;
- assainissement non collectif ;
- collecte et traitement des déchets ménagers et assimilés ;
- création, aménagement, entretien et gestion de zones d'activités d'intérêt communautaire ;
- opération programmée d'aménagement de l'habitat ;
- protection et mise en valeur de l'environnement ;
- schéma de secteur ;
- tourisme.

### Régime fiscal et budget
Fiscalité additionnelle.

### Sources
- SPLAF (Site sur la Population et les Limites Administratives de la France)
- Fiche dans la base nationale sur l'intercommunalité